# Gunnar Myrdal
Karl Gunnar Myrdal (født 6. december 1898 i Skattungbyn, Dalarna, død 17. maj 1987 Danderyd, Stockholms län) var en svensk nationaløkonom og  socialdemokratisk politiker. 

## Familie
Gunnar Myrdal var søn af bygmesteren Carl Adolf Pettersson (1876–1934) og Anna Sofia Karlsson (1878–1965). Navnet Myrdal er en omskrivning af Myres, der var en gård, der tilhørte faderens forældre. 
Gunnar Myrdal var gift med diplomaten og politikeren Alva Myrdal. De blev forældre til tre børn, herunder forfatteren og debattøren Jan Myrdal. 

## Samfundsforskeren
Gunnar Myrdal var professor i nationaløkonomi og finansvidenskab på Handelshögskolan i Stockholm fra 1933 til 1947. Han udviklede en tværvidenskabelig samfundsforskning, hvor han især har ydet bidrag indenfor økonomi og sociologi. 
I 1938-1944 forskede han bl.a. blandt andet i racediskriminationen i USA. Dette arbejde fik senere betydning for den amerikanske borgerrettighedsbevægelse.   
Myrdal blev i 1945 valgt som medlem nummer 921 i det Kungliga Vetenskapsakademien.
I 1960-1967 var han professor ved Stockholms Universitet. I denne periode beskæftigede han sig især med Den tredje verdens forhold. 
I 1974 delte Myrdal Sveriges Riksbanks pris i økonomi med den liberale østrigsk-britiske økonom Friedrich August von Hayek. Det Kungliga Vetenskapsakademien tildele dem prisen til Alfred Nobels minde: 
"for deres banebrydende (arbejde) inden for pengepolitik og økonomiske fluktationer, samt for deres analyse af afhængigheden mellem økonomiske, sociale og institutionelle fænomener."

## Politikeren
Gunnar Myrdal var socialdemokratisk medlem af førstekammeret i Sveriges rigsdag i 1934-1938 og igen i 1944-1947. Han var handelsminister 1945-1947. 
I 1947-1957 var han den første generalsekretær for FN's Økonomiske Kommission for Europa.  
Myrdal var formand for Svenska kommittén för Vietnam i 1968–1972 og for Stockholm internationale fredsforskningsinstitut (SIPRI) i 1968–1973.